# Назарова, Александра Ивановна
Алекса́ндра Ива́новна Наза́рова (17 июля 1940, Ленинград — 20 августа 2019, Москва) — советская и российская актриса театра и кино. Народная артистка Российской Федерации (2001).

## Биография

### Детство и юность
Родилась 17 июля 1940 года в Ленинграде в актёрской семье. Отец — Иван Дмитриевич Назаров (1899—1963), заслуженный артист РСФСР. Мать — Александра Прокофьевна Матвеева (1912—1996), актриса.
Первую роль сыграла в 6 лет в театре. В 1961 году окончила Ленинградский театральный институт имени А. Н. Островского, играла в Центральном детском театре.

### Карьера
С 1965 по 2019 год служила в Московском драматическом театре имени Ермоловой. Снялась более чем в 100 фильмах и телевизионных сериалах, дублировала иностранные фильмы, работала над озвучиванием мультфильмов и компьютерных игр, работала в антрепризе.
В 1976 году удостоена звания Заслуженный артист РСФСР. Указом президента России 26 января 2001 года присвоено почётное звание Народный артист Российской Федерации.

### Личная жизнь
Была дважды замужем. Первый брак в 1960-е годы с Юрием Приходько, кинооператором, с которым познакомилась во время съёмок. Прожили вместе десять лет. Второй брак с Юрием Михайловым, врачом-реаниматологом и плейбоем-игроманом, был непродолжительным, муж эмигрировал из СССР за границу, и там начал играть в азартные игры. Затем прилетел в Россию, взял у неё 500 долларов в долг, и на следующий день был убит двумя выстрелами в грудь и в голову неизвестными убийцами. Сын Дмитрий Юрьевич Михайлов (1970—2011), родившийся во втором браке, трагически погиб в чужом подъезде при загадочных обстоятельствах, скорей всего: из-за передозировки наркотиков. Внучка Александра Дмитриевна Михайлова (род. 2009) находилась под опекой бабушки и жила вместе с ней до самой её смерти.

### Болезнь и смерть
Страдала заболеванием лёгких. С июля 2019 года находилась в больнице. 
Скончалась 20 августа 2019 года на 80-м году жизни в Москве от полиорганной недостаточности, вызванной её активным курением. Церемония прощания состоялась 24 августа в Московском театре им. Ермоловой. Похоронена на Троекуровском кладбище. 
Всё своё имущество актриса оставила внучке. В соответствии с её завещанием, опекунами Александры стали родственники её отца — хотя у актрисы были натянутые отношения с родственниками второго мужа, она не препятствовала их общению с Александрой.

## Творчество

### Театр
Театр имени Ермоловой
- «Бег» — Олька
- «Лунная соната» — Костя[10]
- «Месяц в деревне» — Верочка
- «Неравный брак» — Катя
- «Бременские музыканты» — Маркиза
- «Золотой мальчик» — танец-марш
- «Завтра в семь» — Таня
- «Старший сын» — Нина
- «Белое лето» — Альбина
- «Ван Гог» — Проститутка, сестра Ван Гога
- «Стечение обстоятельств» — Верочка
- «Крейцерова соната» — Курящая дама
- «Дон Жуан возвращается с войны» — Художница
- «В порядке исключения» — Лия
- «С трех до шести» — Сусанна Мелитоновна
- «Снежная королева» — Ворона
- «Последний посетитель» — Милиционер
- «Чудная баба» — Баба в сапожках
- «Второй год свободы» — Гражданка Парижа
- «Мэри Поппинс» — мисс Эндрю
- «Приглашение на казнь» — Отец города
- «Калигула» — Горбун
- «Бесноватая» — Дарья
- «Зачем пойдешь…» — Бальзаминова
- «Степанчиково» — Обноскина
- «Свадьба. Юбилей» — Мерчуткина
- «Мария Стюарт» — Анна Кеннеди
- «Плохая квартира» — Мамаша
- «Великая Екатерина» — Дашкова
- «Танго» — Евгения
- «Спокойной ночи, мама» — Мать
- «День космонавтики» — Нюшка
- «Мы не одни, дорогая» — мисс Браун
- «Аделаида» — Виолетта
- «Конвей» — Кэрол
- «Сотворившая чудо» — Эллен
- «Теория невероятности» — Катарина
- «Бал воров» — Джульетта

Антреприза
- 2007 — «Жениха вызывали, девочки?» по пьесе А.Иванова «Божьи одуванчики», режиссёр: П. Орлов — Мальвина Михайловна
- 2016 — «Экспресс „Калифорния“» (реж. Евдокия Германова. Театральная компания «ФИТ»)[11] — Люси Купер
- 2010 — «Девочки из календаря[англ.]»[12] по пьесе Тима Фёрта[англ.], («Независимый театральный проект») — Джесси

### Фильмография
| Год       |     | Название                                    | Роль                                           |
| --------- | --- | ------------------------------------------- | ---------------------------------------------- |
| 1961      | ф   | А если это любовь?                          | Надя Брагина                                   |
| 1961      | ф   | Горизонт                                    | работница почты                                |
| 1962      | ф   | Путешествие в апрель                        | телеграфистка                                  |
| 1965      | ф   | Любимая                                     | Ира Егорова                                    |
| 1967      | ф   | Софья Перовская                             | Софья Перовская                                |
| 1975      | ф   | Дома вдовца                                 | служанка                                       |
| 1979      | ф   | Экипаж                                      | пассажирка                                     |
| 1979      | ф   | Шкура белого медведя                        | Шура Коровкина                                 |
| 1980      | ф   | Мелодия на два голоса                       | учительница литературы                         |
| 1981      | ф   | Тропинины                                   | Светлана Сергеевна                             |
| 1982      | ф   | Колыбельная для брата                       | мать Кирилла                                   |
| 1986      | ф   | Земля моего детства                         | Лизавета                                       |
| 1988      | ф   | Шаг                                         | работница лаборатории                          |
| 1988      | ф   | Театральный сезон                           | мама Елены                                     |
| 1988      | ф   | Серая мышь                                  | Вера                                           |
| 1989      | ф   | Любовь с привилегиями                       | домоправительница Антонина Петровна            |
| 1990      | ф   | Мария Магдалина                             | квартирная хозяйка                             |
| 1991      | ф   | Армавир                                     | мать курсанта                                  |
| 1992      | с   | Мелочи жизни                                | учительница                                    |
| 1997      | ф   | Принцесса на бобах                          | мать Нины                                      |
| 1998      | ф   | Отражение                                   | мать                                           |
| 1998      | ф   | Крутые: смертельное шоу                     | секретарь                                      |
| 1999      | с   | Будем знакомы!                              | бабушка Антона Тимофеева                       |
| 1999—2003 | с   | Простые истины                              | бабушка Люси Мазуренко                         |
| 2000      | ф   | Граница. Таёжный роман                      | Аннушка                                        |
| 2001      | с   | Воровка                                     | Роза Марковна                                  |
| 2001      | ф   | 101-й километр                              | бабушка                                        |
| 2002      | ф   | Две судьбы                                  | эпизод                                         |
| 2002      | ф   | Синоптик                                    | старушка в аптеке                              |
| 2002      | с   | «Тайный знак. Часть первая»                 | бабка Вано                                     |
| 2002      | с   | Бригада                                     | Елизавета Андреевна Сурикова, бабушка Оли      |
| 2002      | ф   | Воровка 2. Счастье на прокат                | Роза Марковна                                  |
| 2002      | ф   | Следствие ведут ЗнаТоКи. Десять лет спустя  | Тимофеевна (Дело № 23. «Третейский судья»)     |
| 2003      | ф   | Москва. Центральный округ                   | Муза Вениаминовна                              |
| 2003      | с   | Даша Васильева. Любительница частного сыска | барыня                                         |
| 2003      | с   | Возвращение Мухтара                         | Зинаида Афанасьевна Шмидт, соседка Артёма      |
| 2003      | ф   | Полосатое лето                              | баба Соня                                      |
| 2003      | с   | Кобра. Антитеррор                           | Маргарита Михайловна                           |
| 2003      | ф   | Сель                                        | бабушка с детьми                               |
| 2003      | ф   | История весеннего призыва                   | Марья Степановна                               |
| 2004      | с   | Таксистка                                   | Мария Александровна Бычкова                    |
| 2004      | ф   | Прощайте, доктор Фрейд!                     | Анна Павловна                                  |
| 2004      | ф   | Любовные авантюры                           | Маман                                          |
| 2004—2008 | с   | Фитиль                                      | разные роли (12 сюжетов)                       |
| 2004      | с   | Торгаши                                     | Янина Ивановна                                 |
| 2004      | с   | Кадеты                                      | бабушка                                        |
| 2004      | ф   | Ночной дозор                                | мать Светланы                                  |
| 2004      | ф   | Па                                          | соседка деда Оксаны                            |
| 2004—2008 | с   | Моя прекрасная няня                         | баба Надя                                      |
| 2005      | ф   | Аэропорт                                    | мать Киры                                      |
| 2005      | с   | Возвращение Мухтара 2                       | Зинаида Афанасьевна Шмидт                      |
| 2005      | с   | Таксистка 2                                 | Мария Александровна Бычкова                    |
| 2005      | ф   | Атаман                                      | Семёновна                                      |
| 2005      | ф   | Чёрная богиня                               | баба Вера                                      |
| 2005      | ф   | Громовы                                     | Анна Петровна                                  |
| 2005      | кор | …за имя Моё                                 | Степанида                                      |
| 2006—2009 | с   | Клуб                                        | бабушка Полины                                 |
| 2006      | ф   | День денег                                  | Витольдовна                                    |
| 2006      | с   | Таксистка 3                                 | Мария Александровна Бычкова                    |
| 2006      | ф   | Солдаты 9                                   | бабка у Колобкова                              |
| 2007      | с   | Таксистка 4                                 | Мария Александровна Бычкова                    |
| 2007      | ф   | Ночные сёстры                               | бабушка Любы                                   |
| 2007      | ф   | Служба доверия                              | Елена Васильевна Романова                      |
| 2007      | ф   | Чужие тайны                                 | Мария Пронина                                  |
| 2007      | ф   | Антидурь                                    | соседка бандитов                               |
| 2007      | ф   | Держи меня крепче                           | бабушка Данилы                                 |
| 2008      | ф   | Защита против                               | Анна Яковлевна                                 |
| 2008      | ф   | Удачный обмен                               | Имя персонажа не указано                       |
| 2008      | ф   | Долгожданная любовь                         | Алевтина Петровна                              |
| 2008      | ф   | Девять признаков измены                     | Дарья Ильинична                                |
| 2008      | ф   | Пирожки с картошкой                         | мать Леонида                                   |
| 2009      | ф   | Потому что это я                            | мать Нади                                      |
| 2009      | ф   | Пистолет Страдивари                         | Элла Аскольдовна                               |
| 2010      | с   | Последняя минута                            | Офелия                                         |
| 2010      | ф   | Самая счастливая                            | бабушка Марины                                 |
| 2010      | ф   | Попытка Веры                                | мать Сергея                                    |
| 2010      | ф   | Москва Рай                                  | бабушка из церкви                              |
| 2010      | ф   | Союз нерушимый                              | Бурая                                          |
| 2010      | с   | Глухарь-3                                   | Нина Петровна (серия «Сокровища Тибета»)       |
| 2011      | ф   | Выкрутасы                                   | бабушка Нади (камео)                           |
| 2011      | ф   | Москва. Три вокзала 4                       | Яблонская (серия «На рельсах»)                 |
| 2011      | ф   | Краткий курс счастливой жизни               | Белла, подруга Эммы                            |
| 2011      | ф   | Товарищи полицейские                        | Татьяна Егоровна (серия «Грех. „Мошенники“»)   |
| 2012      | ф   | Мамы                                        | соседка (новелла «Я не Коля»)                  |
| 2012      | ф   | Под прицелом любви                          | Мария Михайловна                               |
| 2012      | ф   | Тёмное царство                              | Фоминишна (фильм № 3 «Свои люди, сочтёмся»)    |
| 2012      | ф   | Одинокий волк                               | мать Игоря Кремнёва                            |
| 2012—2013 | с   | Ой, ма-моч-ки!                              | Ольга Прокофьевна, санитарка                   |
| 2013      | ф   | Ванька                                      | Марья Сергеевна                                |
| 2014      | ф   | Учитель в законе. Возвращение               | Розанна Генриховна (мать Циркача)              |
| 2014      | ф   | Смешанные чувства                           | пациентка                                      |
| 2014      | ф   | Ленинград 46                                | Евдокия Павловна Серова (фильм № 5 «Оборотни») |
| 2014      | ф   | Ёлки 1914                                   | Мария Афанасьевна                              |
| 2015      | с   | Как я стал русским                          | баба Шура                                      |
| 2015      | с   | Дед Мазаев и Зайцевы                        | баба Катя                                      |
| 2015      | ф   | Точки опоры (6-я серия)                     | бабка в ИВС                                    |
| 2016      | с   | Вышибала                                    | баба Полина                                    |
| 2016      | ф   | Держи удар, детка!                          | бабушка Лёни                                   |
| 2017      | с   | Три сестры                                  | Анфиса                                         |
| 2018      | ф   | Новогодний ангел                            | Зинаида Петровна Ильясова                      |
| 2018      | ф   | Счастья! Здоровья!                          | бабушка невесты                                |
| 2019      | с   | Катя и Блэк                                 | соседка Кати                                   |
| 2020      | с   | Волк                                        | Эра Павловна                                   |

### Киножурнал «Ералаш»
| Год  |   | Название                                  | Роль               |
| ---- | - | ----------------------------------------- | ------------------ |
| 2003 | ф | Выпуск № 156 (сюжет «Добро пожаловать!»)  | учительница        |
| 2006 | ф | Выпуск № 197 (сюжет «Чудес не бывает?»)   | волшебница         |
| 2009 | ф | Выпуск № 250 (сюжет «Много будешь знать») | баба Маша          |
| 2013 | ф | Выпуск № 280 (сюжет «За мной!»)           | бабушка            |
| 2013 | ф | Выпуск № 281 (сюжет «Цветик-семицветик»)  | волшебница-садовод |
| 2015 | ф | Выпуск № 295 (сюжет «Уступи место!»)      | настырная старушка |

### Дубляж и закадровое озвучивание
Фильмы
- 1976 — Игрушка — Эрик Рамбаль-Коше (роль Фабриса Греко)[19]
- 1981 — Приключения Тома Сойера и Гекльберри Финна — Гекльберри Финн (роль Владислава Галкина)[20]
- 2003 — Сорвиголова[21] — старая женщина на самолёте (роль Пэт Кроуфорд Браун)
- 2003 — Матрица: Перезагрузка[21] — старая женщина на Зионе (роль Лилианы Богатко)
- 2003 — Плохой Санта[21] — бабушка (роль Клорис Личмен)
- 2005 — Моя ужасная няня[19] — тётя Аделаида (роль Анджелы Лэнсбери)
- 2005 — Мемуары гейши[19] — рассказчица Саюри
- 2007 — Гарри Поттер и Орден Феникса[21] — миссис Арабелла Фигг (роль Кэтрин Хантер)
- 2008 — Загадочная история Бенджамина Баттона[19] — старая Дейзи Фуллер (роль Кейт Бланшетт)
- 2010 — Гарри Поттер и Дары Смерти: часть 1[21] — тётушка Мюриэль Уизли (роль Мэтилок Гиббс)
- 2014 — Интерстеллар[21] — Мёрф в старости (роль Эллен Бёрстин)
- 2015 — Безумный Макс: Дорога ярости[21] — хранительница семян (роль Мелиссы Яффер)

Мультфильмы
- 2012 — Ледниковый период 4: Континентальный дрейф — Бабуля[22]
- 2013 — Семейка Крудс — Гран[23]

Мультсериалы
- 1980 — Приключения Тома Сойера — Гекльберри Финн, Сид, Бен Роджерс (закадровый перевод студии кинопрограмм РГТРК «Останкино», 1994 г.)[24]
- 1987—1990 — Утиные истории — Вилли[19] (дубляж Телевизионной студии кинопрограмм 1990—1991 гг., 52 серии, студии кинопрограмм РГТРК «Останкино» 1992 г., 26 серий, студии «Нота» и студии «Пифагор» по заказу РТР 1994 г., 13 серий)

### Озвучивание мультфильмов
- 1966 — Главный Звёздный — младший мальчик
- 1984 — Слонёнок пошёл учиться — мышата
- 1988 — Свирепый Бамбр — птица
- 2005 — Удивительные приключения Хомы (Как Хома и суслик не разлучались) — Лиса